# یواس‌اس پورتر (تی‌بی-۶)
یواس‌اس پورتر (تی‌بی-۶) (به انگلیسی: USS Porter (TB-6)) یک کشتی بود که طول آن ۱۷۵ فوت ۶ اینچ (۵۳٫۴۹ متر) بود. این کشتی در سال ۱۸۹۶ ساخته شد.